# Humilitas von Vallombrosa
Humilitas von Vallombrosa OSBVall (* um 1226 in Faenza als Rosanna Negusanti; † 22. Mai 1310 in Florenz) war eine italienische Ordensfrau und Begründerin der Vallombrosanerinnen. Sie wird in der Römisch-katholischen Kirche als Heilige verehrt.

## Leben
Die junge Rosanna, Tochter der Adligen Elimonte und Richelda, wollte eigentlich in einen Orden eintreten, heiratete aber 1241 als 15-Jährige den Patrizier Ugolotto Negusanti. Die Eheleute traten 1250 in das Doppelkloster Santa Perpetua in Faenza ein, und Rosanna nahm den Ordensnamen Umiltà (‚Demut‘, ‚Niedrigkeit‘; vgl. Lukas 1,48 : Quia respexit humilitatem ancillæ suæ) an. 1252 wurde sie Reklusin beim Vallombrosanerkloster Sant’Apollinare in Faenza, das zwischen 1012 und 1015 von Giovanni Gualberto begründet worden war. Dort lebte sie zwölf Jahre lang. Auf Bitten des Generalabtes der Vallombrosaner Plebano begann sie um 1266 mit dem Aufbau des Frauenklosters Santa Maria Novella alla Malta in der Nähe von Faenza und wurde dort Äbtissin. 1282 wurde sie Äbtissin des ebenfalls von ihr begründeten Klosters San Giovanni Evangelista nahe Florenz.
Sie starb 1310 im Alter von 84 Jahren.

## Verehrung
Am 27. Januar 1720 bestätigte die Ritenkongregation mit Zustimmung von Papst Benedikt XIII. ihre seit langem bestehende Verehrung als Heilige und legte ihren Gedenktag auf den 22. Mai fest. Papst Pius XII. erklärte sie 1942 zur Mitpatronin der Stadt Faenza.
Ihr Heiligenattribut ist ein Lammfell über dem Schleier.
Im Jahr 1341 malte Pietro Lorenzetti das Altarwerk, das dem Leben und Sterben der hl. Humilitas gewidmet ist. (Galleria Degli Uffizi, Florenz)

## Werke
Humilitas verfasste einige mystische Lobgesänge und Predigten.